# Mathilde du Monceau de Bergendael
Mathilde du Monceau de Bergendael, également connue comme Mathilde du Monceau, née à Schaerbeek le 23 février 1877 et morte à Liège le 26 décembre 1952, est une artiste peintre et aquarelliste belge.
Son champ pictural couvre les paysages, les jardins et parcs, les natures mortes florales et les sites industriels. 
Elle expose au Salon de Bruxelles de 1914 et lors de nombreux salons triennaux belges.
Ses œuvres sont notamment conservées au Musée de la Boverie à Liège.

## Biographie

### Famille
Mathilde (Mathilde Marie Josèphe Ghislaine) comtesse du Monceau de Bergendael, née à Schaerbeek le 23 février 1877, est la fille de Gustave comte du Monceau de Bergendael (1830-1887), et de Léonide Dangonau (1839-1887). Elle est orpheline de père et de mère à l'âge de dix ans. Le 3 février 1897, elle épouse à Bruxelles Evrard Edouard Léon Dupont (1864-1944), avocat à la cour d'appel de Liège, fils de l'homme politique Émile Dupont. Le couple se sépare en 1911.

### Formation
Mathilde du Monceau étudie à l'Académie royale des beaux-arts de Liège, sous le professorat d'Auguste Donnay qui exerce une influence majeure sur son art. Elle est également l'élève de Géo Bernier. Elle expose pour la première fois au Salon triennal de Liège de 1912 : Vue de Liège et Paysage.

### Carrière
Mathilde du Monceau effectue plusieurs voyages d'études en France, en Italie, aux Îles Baléares et dans le sud de l'Europe. Au Salon de Bruxelles de 1914, elle expose trois peintures, intitulées La Loire à Tours, L'Aquarium et Le Jardin abandonné. 
Elle prend part à plusieurs salons triennaux belges et expositions plus personnelles à Bruxelles et à Liège. Sa carrière est documentée jusqu'en janvier 1950, lorsqu'elle envoie La Batte au Salon de la Société des beaux-arts de Bruxelles.
Mathilde du Monceau meurt à Liège, après une pénible maladie, le 26 décembre 1952, à l'âge de 75 ans. Ses funérailles ont lieu le 5 janvier suivant en l'église Saint-Vincent de Liège.

## Œuvre

### Caractéristiques
Son champ pictural couvre les paysages, les jardins et parcs à la française, les natures mortes florales et les sites industriels. 
Lorsqu'elle expose au Cercle artistique de Bruxelles en avril 1939, la critique du quotidien L'Indépendance belge est élogieuse : « L'artiste se réclame de la meilleure tradition de l'impressionnisme. Elle inclut, avec une rare distinction, toutes les acquisitions de l'art moderne, le luminisme en premier lieu, mais dans le respect le plus intransigeant des valeurs plastiques. Son exposition rassemble les œuvres les plus récentes : des impressions du Midi, des évocations du Brabant et des Ardennes, dont un Temps gris à Orval, d'une mélancolie hautaine et poignante. Cependant, c'est dans le climat méditerranéen que l'artiste trouve, si l'on peut dire, son élément naturel. Elle en a rendu la splendeur et l'éclat dans Barques à Menton, Terrasse Balzi-Rossi, Contre-jour et Campagne de Provence, d'une émouvante paix ».

### Expositions principales
- Salon triennal de Liège de 1912 : Vue de Liège et Paysage[3].
- Exposition universelle de 1913 à Gand : L'Oratoire.
- Salon de Bruxelles de 1914 : La Loire à Tours, L'Aquarium et Le Jardin abandonné[4].
- Salon triennal de Liège de 1928[8].
- Salon d'Anvers de 1930 : Le Cloître de Saint-Dominique au Zoute[9].
- Salon d'Anvers de 1934 : La Batte à Liège.
- Exposition internationale de la technique de l'eau de 1939 à Liège.
- Salon quatriennal de Belgique de 1939 : Paysage ardennais[10].

### Collection muséale
- La Boverie à Liège.

## Honneurs
- Chevalier de l'ordre de Léopold[6].
- Chevalier de l'ordre de la Couronne[6].